# جورج أ. بوكانان
جورج أ. بوكانان (بالإنجليزية: George A. Buchanan)‏ هو عسكري أمريكي، ولد في 1842 في Victor, New York ‏ في الولايات المتحدة، وتوفي في 2 أكتوبر 1864 في فرجينيا في الولايات المتحدة.